# Down and Out of District in Beverly Hills
Down and Out of District in Beverly Hills is de twaalfde aflevering van het tweede seizoen van het tienerdrama Beverly Hills, 90210, die voor het eerst werd uitgezonden op 17 oktober 1991. De titel van de aflevering refereert aan de speelfilm Down and Out in Beverly Hills (1986).

## Verhaal
Wanneer Brandon haar aanraadt, wint Andrea een journalistiekwedstrijd. Andrea woont echter feitelijk niet in Beverly Hills en heeft het adres van haar grootmoeder, die wel in Beverly Hills resideert, opgegeven als haar adres om de veeleisende school destijds binnen te komen. Nu ze de wedstrijd heeft gewonnen, zal ze thuis worden geïnterviewd. Andrea krijgt het nu flink benauwd, aangezien ze nu een tijd bij haar grootmoeder zal moeten leven en moet laten ogen alsof ze er al heel haar leven woont. Het wordt nog moeilijker voor haar wanneer haar grootmoeder haar vertelt dat ze niet zal liegen als haar wordt gevraagd of Andrea er daadwerkelijk woont. Een gefrustreerde Andrea wordt boos en krijgt ruzie met haar grootmoeder.
Ondertussen krijgt Steve een vriendin in de Peach Pit. Kelly ziet in dat ze alleen uit is op zijn geld, maar weet een verliefde Steve hier maar niet van te overtuigen.

## Rolverdeling
- Jason Priestley - Brandon Walsh
- Shannen Doherty - Brenda Walsh
- Jennie Garth - Kelly Taylor
- Ian Ziering - Steve Sanders
- Gabrielle Carteris - Andrea Zuckerman
- Luke Perry - Dylan McKay
- Brian Austin Green - David Silver
- Tori Spelling - Donna Martin
- Carol Potter - Cindy Walsh
- James Eckhouse - Jim Walsh
- Christine Elise - Emily Valentine
- Joe E. Tata - Nat Bussichio
- Lainie Kazan - Rose Zuckerman
- Jennifer Runyon - Christina
- Denise Dowse - Yvonne Teasley
- Cynthia Frost - Evelyn
- Stephen Prutting - Cliff Kramer
- Holly Smith - Pat Roberts